# 中村祥子
中村 祥子（なかむら しょうこ、1980年1月20日 - ）は、日本のバレリーナ。身長174cm。
佐賀県佐賀市出身。2007年から2013年までベルリン国立バレエ団のプリンシパルを6年間務め、その後は2015年までハンガリー国立バレエ団のプリンシパルを2年弱務めた。2015年日本のKバレエカンパニーにゲスト・プリンシパルとして所属したが、2020年退団し名誉プリンシパル。以後フリーのバレリーナ。

## 来歴
3姉妹の長女。1986年、6歳のとき、猫背を直すために佐賀市の野村理子にバレエを習い始める。しかし父親の転勤のため1年足らずで福岡市へ移り住み、以後は田中千賀子に習うことになった。1996年、ローザンヌ国際バレエコンクールでスカラシップ賞を受賞。同年秋から1998年までシュトゥットガルトにあるジョン・クランコ・バレエ学校に留学した。
1998年、シュトゥットガルト・バレエ団に入団するも、練習中に靱帯断裂の大怪我にみまわれ、日本へ帰国。同バレエ団の退団とリハビリ生活を余儀なくされる。
2000年、ウィーン国立歌劇場バレエ団に入団。2001年にはルクセンブルク国際バレエコンクールで1位を受賞する。2002年、同バレエ団ソリストに昇格する。翌2003年、ヌレエフ版 『白鳥の湖』 で主役デビューした。
2006年にはヴラジーミル・マラーホフが芸術監督を務めるベルリン国立バレエ団へソリストとして移籍する。2007年9月にプリンシパルに昇格した。
2013年11月、7年間所属したベルリンを去ってハンガリー国立バレエ団へプリンシパルとして移籍。2015年春頃まで在籍していた。2015年7月にはミハイロフスキー・バレエに客演し、L・サラファーノフを相方に 『白鳥の湖』 の主役を踊った。
2015年から日本を活動の拠点とした。同年秋からは熊川哲也が主宰するKバレエカンパニーに所属していた。同団には2005年以降たびたび客演していた。2020年退団し名誉プリンシパルとなる。以後フリーのバレリーナとして活動する。
なお祥子の3歳年下の妹である陽子もバレエダンサーで、2000年代初頭に祥子とともにウィーン国立歌劇場バレエ団に所属していた。

## ウィーン国立歌劇場バレエ団時代のレパートリー
- ルドルフ・ヌレエフ『白鳥の湖』（オデット／オディール）
- Elena Tchernichovas『ジゼル』（ミルタ）
- ヴラジーミル・マラーホフ　『ラ・バヤデール』（ガムザッティ）
- ヴラジーミル・マラーホフ　『ヴェルディバレエ仮面舞踏会』
- レナート・ツァネラ 『スパルタクス』（エギナ）
- レナート・ツァネラ 『ペトルーシュカ』（バレリーナ）
- レナート・ツァネラ 『くるみ割り人形』（雪の女王）
- レナート・ツァネラ 『シンデレラ』（チェリーニ夫人、イベット）
- ピーター・ライト 『眠れる森の美女』（オーロラ姫）
- ジョン・クランコ  『ロミオとジュリエット』（Zigeuner）
- Gyula Halangozŏs 『コッペリア』
- ジョージ・バランシン  『テーマとヴァリエーション』『チャイコフスキー・パ・ド・ドゥ』
- イリ・キリアン 『妖精人形』『小さい死』
- ウィリアム・フォーサイス 『スリンガーランドのパ・ド・ドゥ』
- レナート・ツァネラ 『Konzertantes Duo』
- レナート・ツァネラ 『アレスワルツ』
- レナート・ツァネラ 『ベートーベン Opus 73』
- Josef Hassreiters 『Die Puppenfee』
- Myriam Naisys 『モカ』

## ベルリン国立バレエ団におけるレパートリー
- ヴラジーミル・マラーホフ 『眠れる森の美女』（ダイヤモンドの精）
- ジョージ・バランシン 『セレナーデ』
- ジョージ・バランシン 『アポロ』（カリオペ）
- ジョージ・バランシン 『バレエ・インペリアル』
- ジェローム・ロビンス『牧神の午後』
- Patrice Barts 『くるみ割り人形』（雪の女王）
- ヴラジーミル・マラーホフ 『シンデレラ』（シンデレラ）
- モーリス・ベジャール 『これが死か?』
- Patrice Barts 『白鳥の湖』（オデット／オディール）
- フレデリック・アシュトン 『シルヴィア』（シルヴィア）
- ロナルド・ザコヴィッチ 『Mother tongue』（im Rahmen von "Shut up and dance! Updated"）
- Patrice Barts『ジゼル』（ミルタ）
- ヴラジーミル・マラーホフ 『ラ・ペリ』（ペリ）
- ジョン・クランコ 『ロミオとジュリエット』（ジュリエット）

## ハンガリー国立バレエ団におけるレパートリー
- ジョン・クランコ 『オネーギン』（タチヤーナ）
- ケネス・マクミラン 『マノン』（マノン）

## 主な受賞歴
- 1996年 - ローザンヌ国際バレエコンクール・スカラシップ賞、テレビ視聴者賞（スイスロマンドテレビ）
- 2001年 - ルクセンブルク国際バレエコンクール・1位
- 2016年 - 舞踊批評家協会賞
- 2016年 - 芸術選奨文部科学大臣賞

## メディア出演
- 情熱大陸（2003年3月9日、TBSテレビ）
- 学校へ行こう!MAX
- 世界の日本人妻は見た!（2015年4月28日、TBSテレビ）
- 水トク! 芸能人が本気バレエ! 密着200日…白鳥の湖を踊りたい! 世界最高峰の舞台に誰が?SP（2015年12月9日、TBSテレビ）
- スマイルすきっぷ〜明日の元気をフルチャージ!〜（2019年4月19日、TBSテレビ）